# Districtul Oroszlány
Oroszlány (în maghiară Oroszlányi járás) este un district în județul Komárom-Esztergom, Ungaria.
Districtul are o suprafață de 199,39 km2 și o populație de 25.973 locuitori (2013).